# Carex paulo-vargasii
Carex paulo-vargasii är en halvgräsart som beskrevs av Modesto Luceño och Marín. Carex paulo-vargasii ingår i släktet starrar, och familjen halvgräs. Inga underarter finns listade i Catalogue of Life.